# Federico Hernández de León
Pour les articles homonymes, voir Hernández.
Federico Hernández de León, né le 4 mars 1883 à Quetzaltenango (Guatemala) et mort en 1959 à Guatemala, est un écrivain, historien et journaliste guatémaltèque.
Actif politiquement, il est arrêté durant les dernières années au pouvoir du président Manuel Estrada Cabrera, et emprisonné jusqu'à la chute de son gouvernement le 14 avril 1920. Après sa libération, il revient au journalisme et travaille pour le Diairo de Centro América, organe de presse semi-officiel du Guatemala. Plus tard, il dirige le Nuestro Diario avec Carlos Bauer Aviles.

## Biographie
Il est diplômé de l'école secondaire en 1900. 

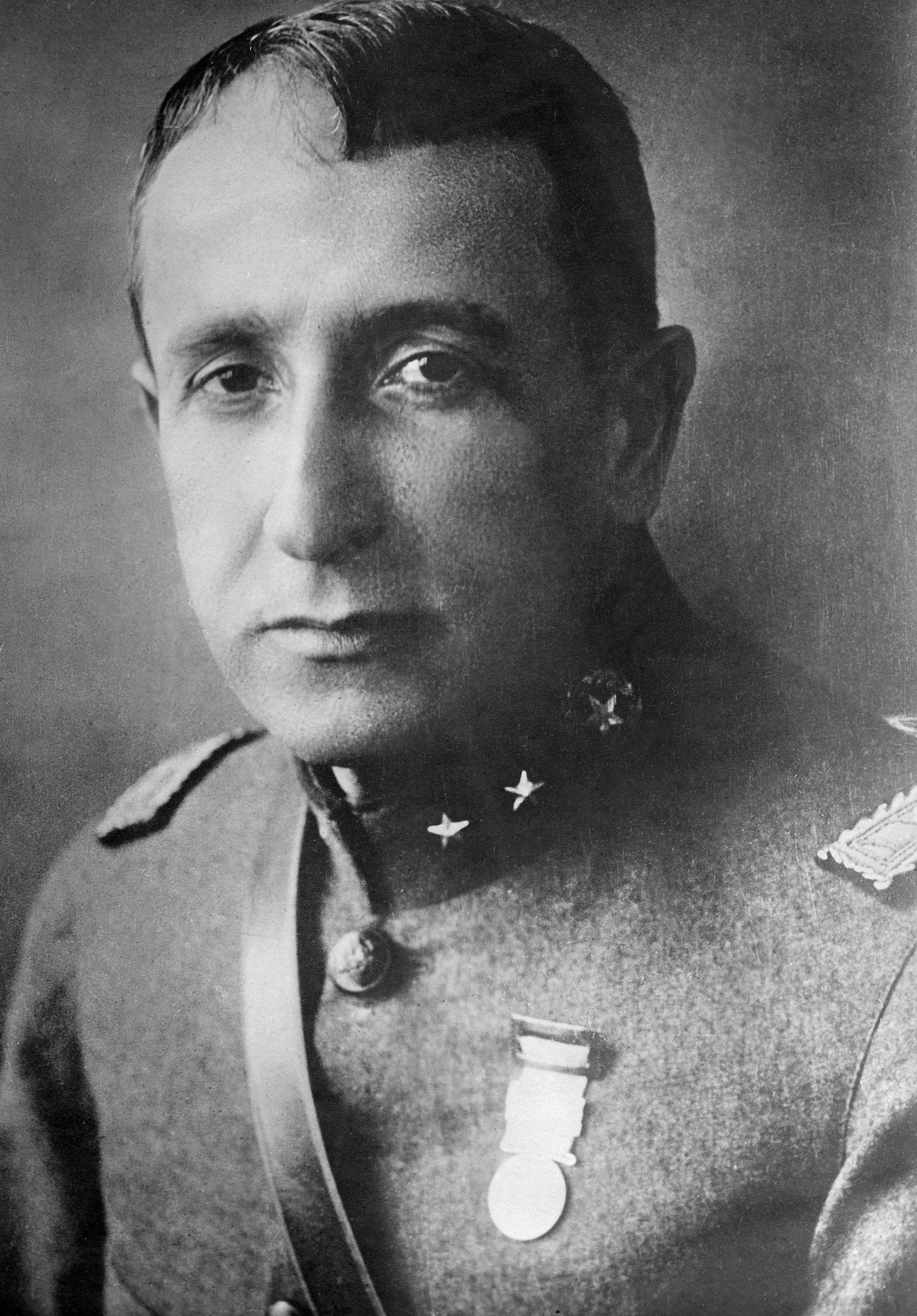
Le général Jorge Ubico, président du Guatemala de 1931 à 1944

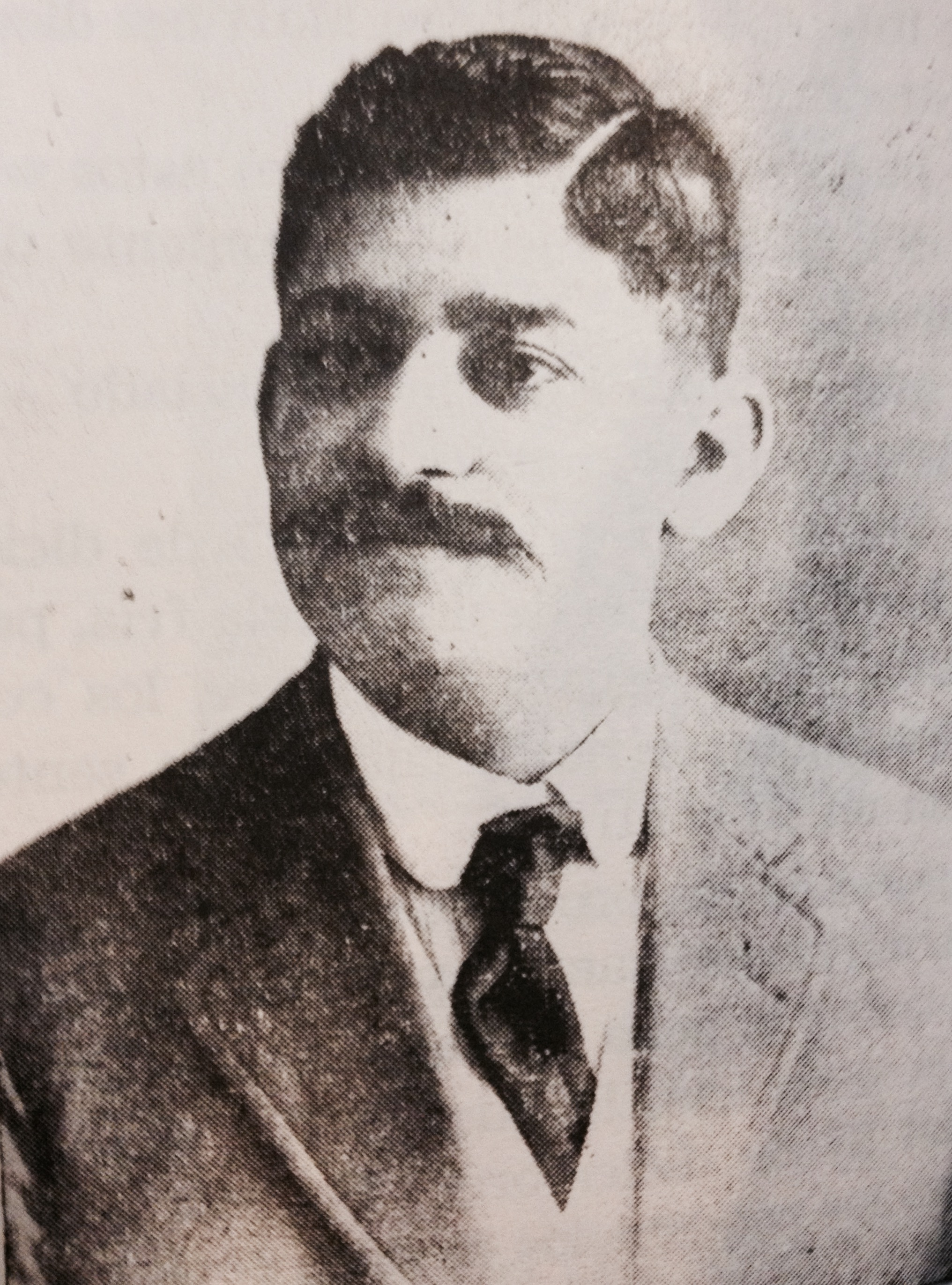
Silverio Ortiz, chef syndical et ami proche de Hernández de León.

Durant ses six ans d'emprisonnement au Pénitencier central, Hernández de León souffre de plusieurs affections qui le laissent près de mourir. Son ami syndicaliste, Silvero Ortiz, vient alors à sa défense auprès du ministre plénipotentiaire des États-Unis en montrant ses vêtements ensanglantés.
Après la chute d'Estrada Cabrera en 1920, il est relâché, retourne à sa carrière de journaliste et siège au Congrès national durant les années 1920 et 1930. Le 20 décembre 1930, de nombreux troubles éclatent dans le gouvernement du Guatemala à la suite de l'accident vasculaire cérébral du général et président Lázaro Chacón González qui l'oblige à quitter ses fonctions. Hernández de León est alors un témoin direct des évènements siégeant au parlement et également directeur du journal Nuestro Diairo. En décembre 1930 surviennent les évènements suivants :
Le 12 décembre, le général Chacón démissionne à la suite d'un accident vasculaire cérébral, puis le général Mauro de León, successeur désigné au président démissionne.
Baudilio Palma, avocat et membre du cabinet, est nommé président par intérim.
Le 16 décembre 1930, un coup d'État du général Manuel María Orellana Contreras pousse Palma à la démission après une courte bataille à l'intérieur du Palais présidentiel. Durant le combat, qui dure moins d'une heure, Palma et Mauro de León sont tués. Le pouvoir libéral qui se met en place nomme alors le général Roderico Anzueto à la position stratégique de chef de police.
Le 2 janvier 1931, José María Reina Andrade est nommé président intérimaire après la décision de plusieurs représentants de nations étrangères de ne pas reconnaître le pouvoir du Orellana Contreras et l'appel au déclenchement d'élection présidentielle.
Le 7 février 1931, le général Jorge Ubico Castañeda remporte les élections et est assermenté président. Après son discours inaugural, il milite pour une marche vers la civilisation. Rapidement après sa prise de fonction, il commence une campagne efficace et son pouvoir devient de plus en plus dictatorial.
Durant les années 1940, c'est au tour de Hernández de León de rendre la pareille à Ortiz. Ce dernier, bien qu'étant alité à l'hôpital, est envoyé en prison. Son ami demande alors personnellement au président Ubico sa libération, mais celle-ci est catégoriquement rejetée.
Directeur du Nuestro Diario, il embauche dans ses colonnes le jeune Clemente Marroquín, qui deviendra plus tard un important journaliste et en 1966, le vice-président de la république du Guatemala. Finalement, Marroquín Rojas prend la direction du journal et rédige la rubrique Efemérides de Hernández lorsque ce dernier est absent.